# Edificio Unión Telefónica
La Compañía Unión Telefónica es un edificio construido para dicha empresa de telecomunicaciones a pocos metros de la Plaza de Mayo (calle Defensa 143 y 159), en el barrio de Monserrat, ciudad de Buenos Aires, Argentina. La Unión Telefónica lo llamó Edificio Defensa.
Durante décadas funcionó allí la Administración General de Telefónica para la República Argentina. Actualmente funcionan allí oficinas de Telefónica de Argentina.

## Historia
En el terreno que hoy ocupa este edificio se encontraba antiguamente una casa que había sido construida para la familia Obligado hacia fines del siglo XVIII.
La United River Plate Telephone Company (Unión Telefónica del Río de la Plata, en inglés) había surgido en 1882, de la fusión de las primeras empresas de telefonía de la Argentina: la Société du Pantéléphone L. de Locht et Cie. (francesa), la Compañía de Teléfono Gower-Bell (inglesa) y la Compañía Telefónica del Río de La Plata (norteamericana).
El edificio fue encargado al estudio de los arquitectos Héctor Calvo, Arnoldo Jacobs y Rafael Giménez, de gran renombre en la década de 1920 (algunas de sus obras: el Sanatorio Podestá y el Edificio Mihanovich). Se comenzó a construir en 1928 y fue inaugurado al año siguiente.
En 1946 el edificio pasó a ser propiedad del Estado en 1948, con la nacionalización de los servicios que llevó adelante el presidente Juan Domingo Perón. La empresa se llamó Empresa Mixta Telefónica Argentina (EMTA), pero en 1956 fue renombrada Empresa Nacional de Telecomunicaciones (ENTel). Recién en 1964 quedó terminada la nueva central telefónica de la ciudad, el Edificio República en Avenida Corrientes y Maipú.
Cuando los servicios telefónicos fueron nuevamente privatizados durante la década de 1990 (presidencia de Carlos Menem), el edificio pasó a manos de la privada Telefónica de Argentina, que instaló allí la Dirección de Áreas Múltiples de Buenos Aires (AMBA) y la Unidad de Negocios Residenciales.

## Descripción
El edificio cuenta con planta baja y 11 pisos superiores, y fue en su momento uno de los de mayor altura en la zona, siendo esta última caracterizada por las antiguas casas del casco histórico de Buenos Aires (siglos XVIII y XIX). Consta de tres cuerpos que ocupan todo el ancho del terreno, unidos por la parte central, de manera que quedan cuatro espacios de aire y luz. La planta del edificio en forma de H es una de las características de las obras de Calvo, Jacobs y Giménez. Posee dos entradas, decoradas con valvas de almejas talladas en roca. Es casi imposible apreciar la fachada completa del edificio desde la calle, ya que ésta es muy angosta.
En la planta baja se instalaron las oficinas del área comercial, en el 1.º piso la central automática Avenida, en el 7.º piso la administración general, en el 8.º el comedor y en el 9.º las oficinas de Propaganda, Arquitectura, Contraloría y Dibujantes. En la azotea se instaló la imprenta. Las instalaciones más importantes fueron revestidas en madera importada de Inglaterra.
En los años siguientes se agregaron, en el primer piso, una segunda central automática (Catedral, año 1940) y, en el segundo piso, una tercera (Defensa). En 1948, con la nacionalización del servicio, pasó a manos de la estatal Teléfonos del Estado, a partir de 1957 llamada Empresa Nacional de Telecomunicaciones.
En 1975 se restauró el edificio y se reorganizaron las oficinas en distintos pisos. Por último, en 1994, con la privatización, Telefónica de Argentina modernizó los interiores.

## Imágenes

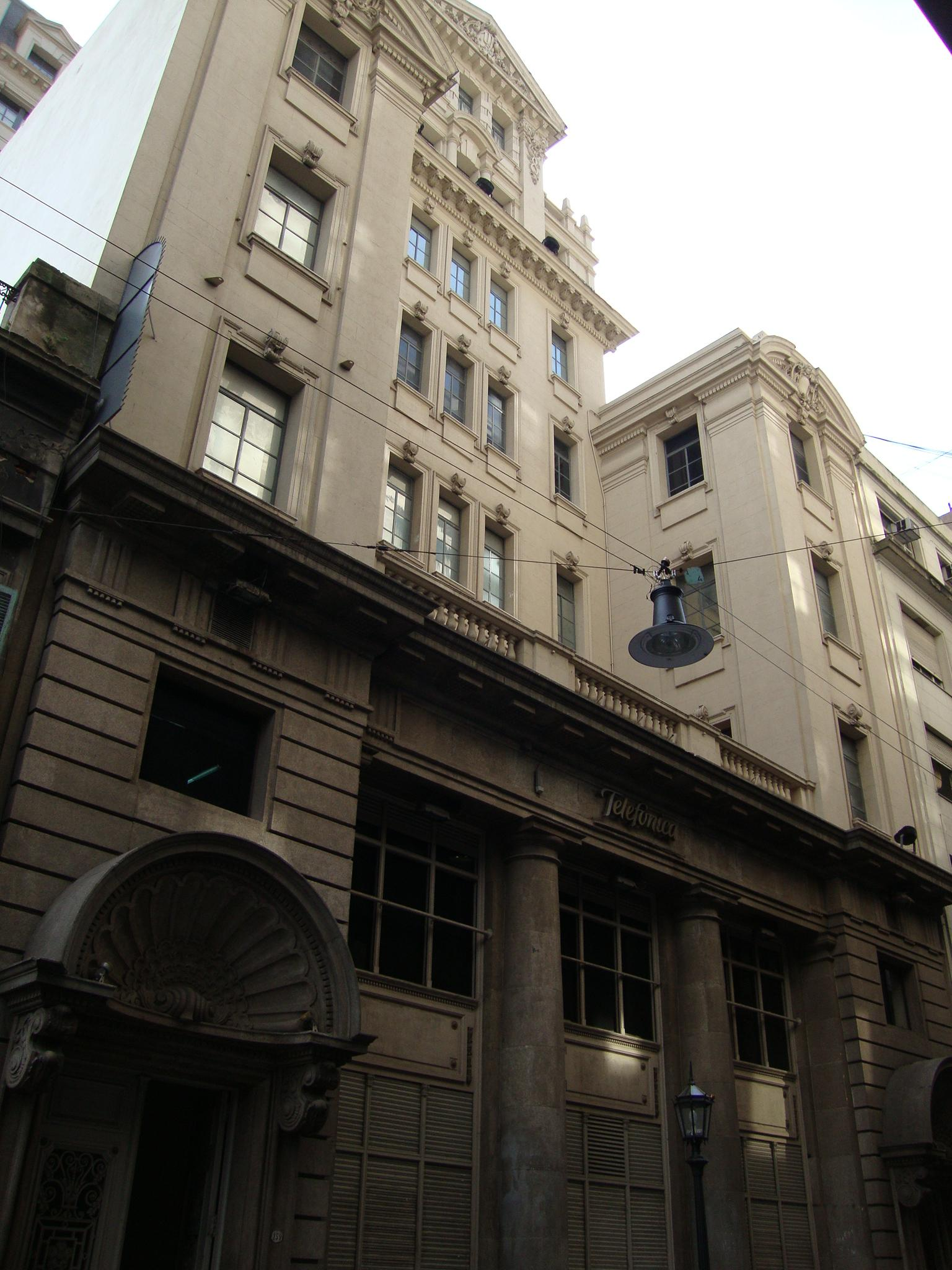
Desde la vereda es imposible ver la fachada completa
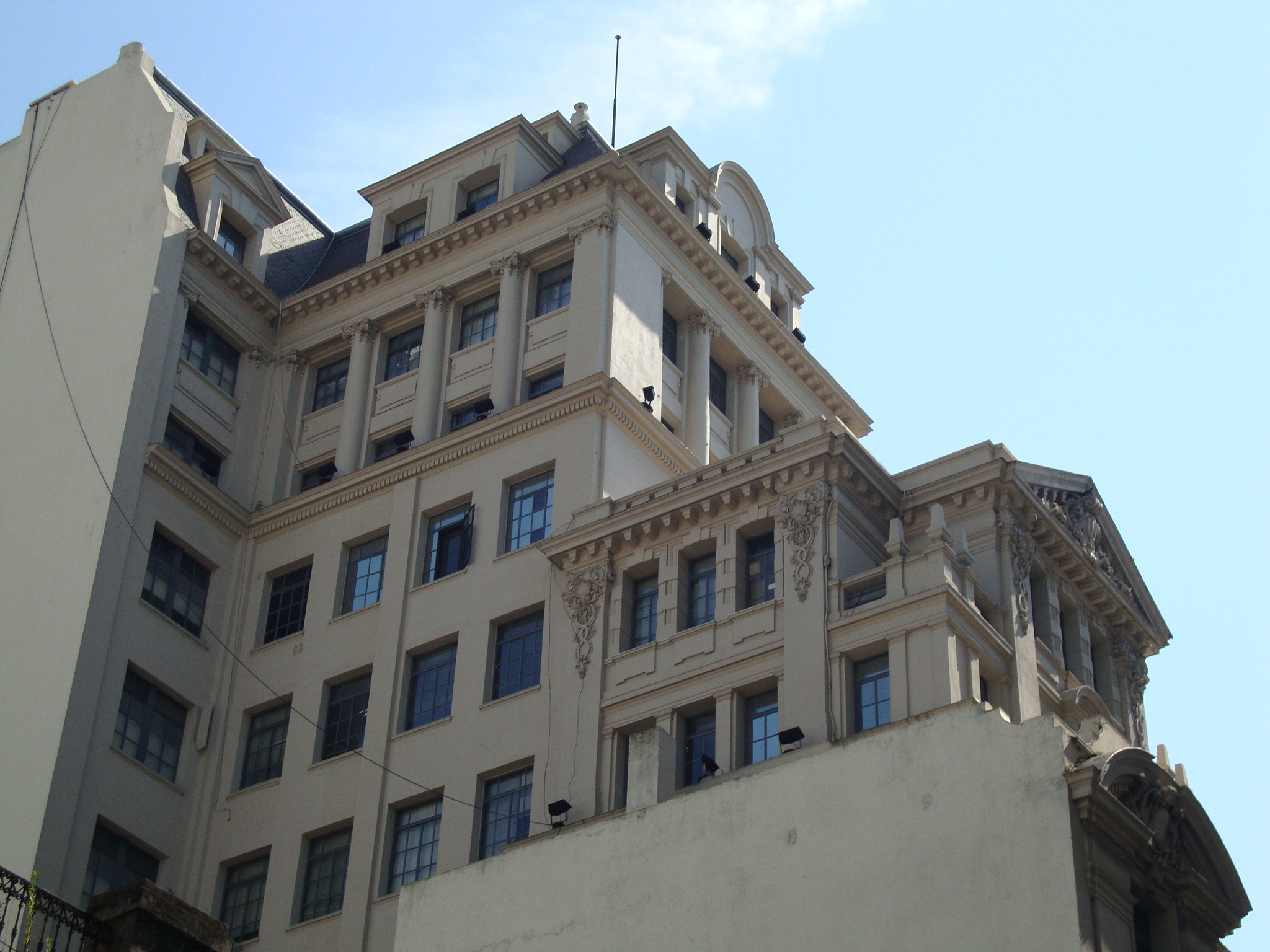
Detalle del remate del edificio
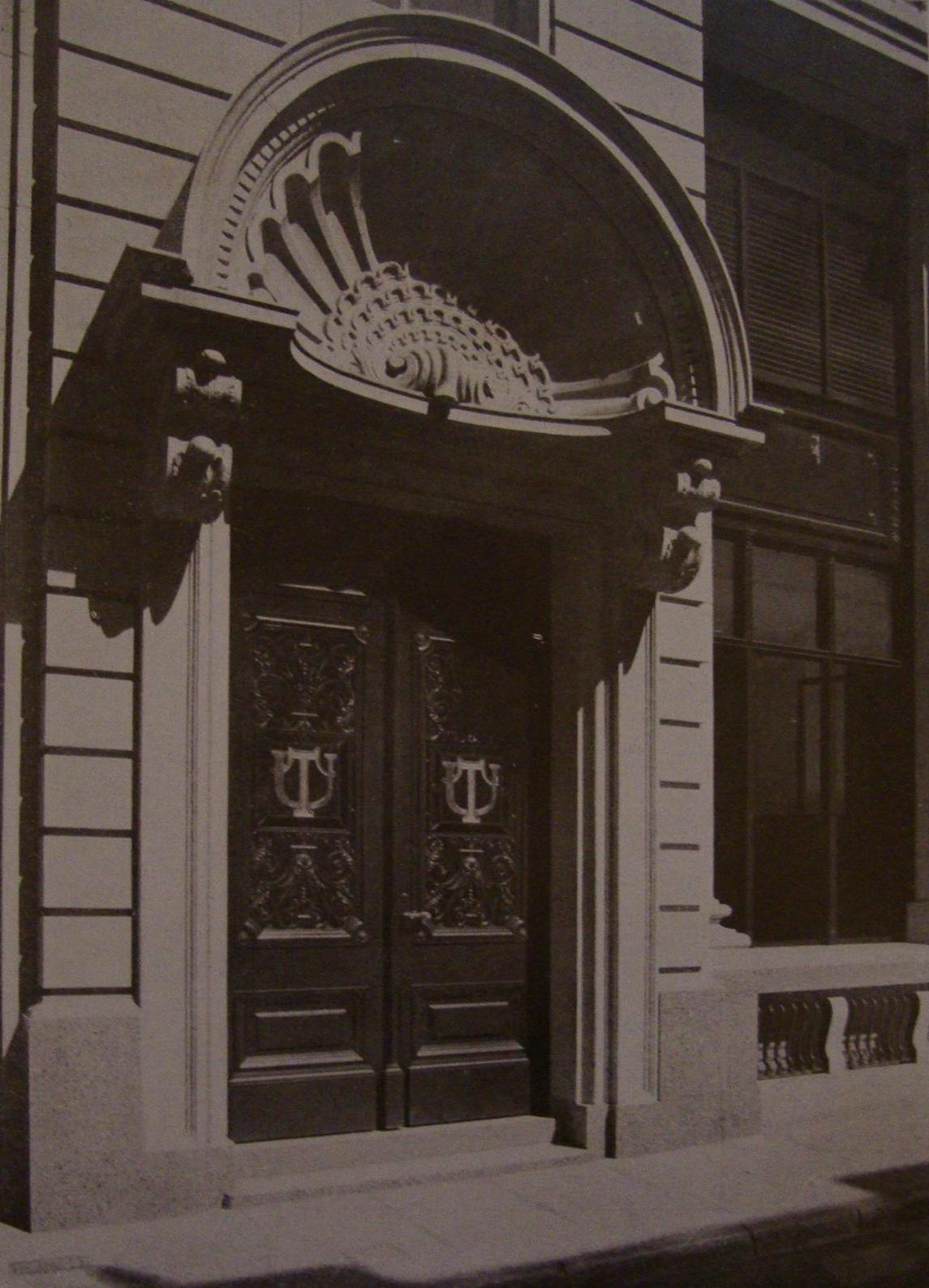
Una de las puertas gemelas de hierro
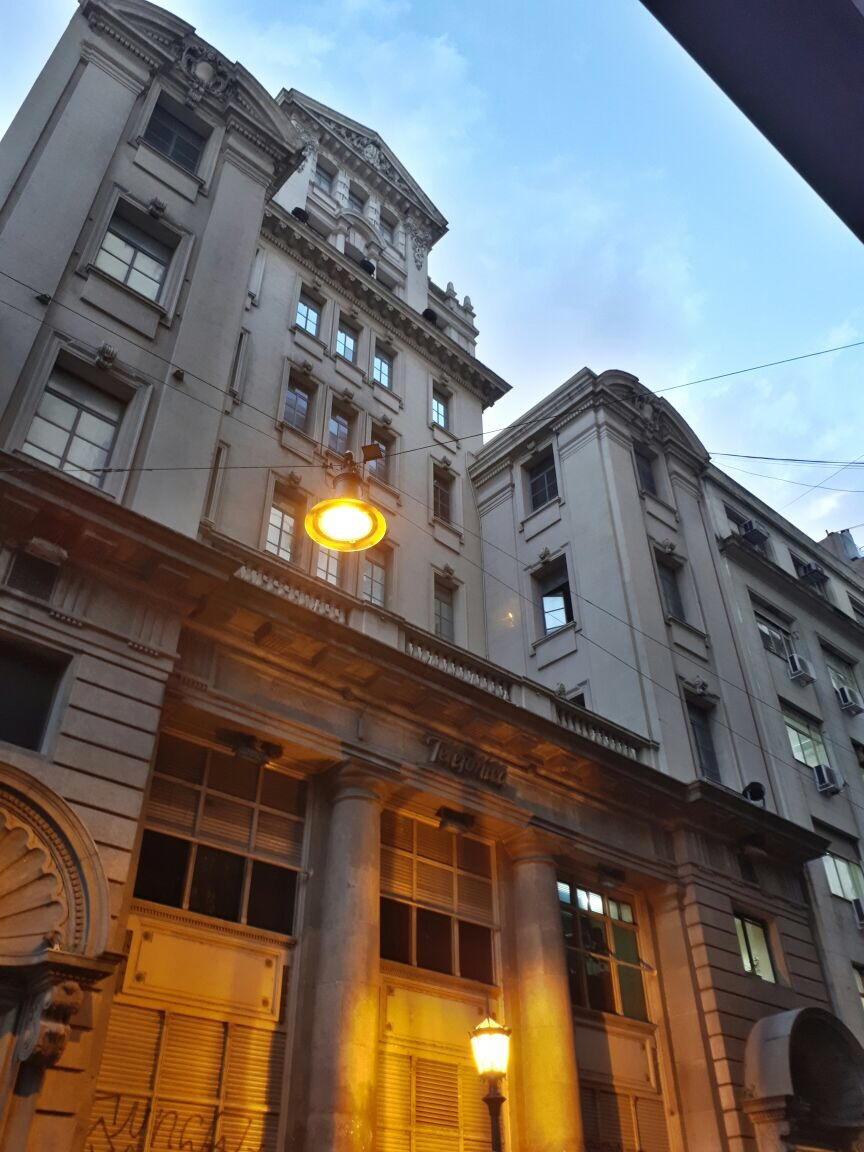
Frente del edificio.